# Gonville and Caius College

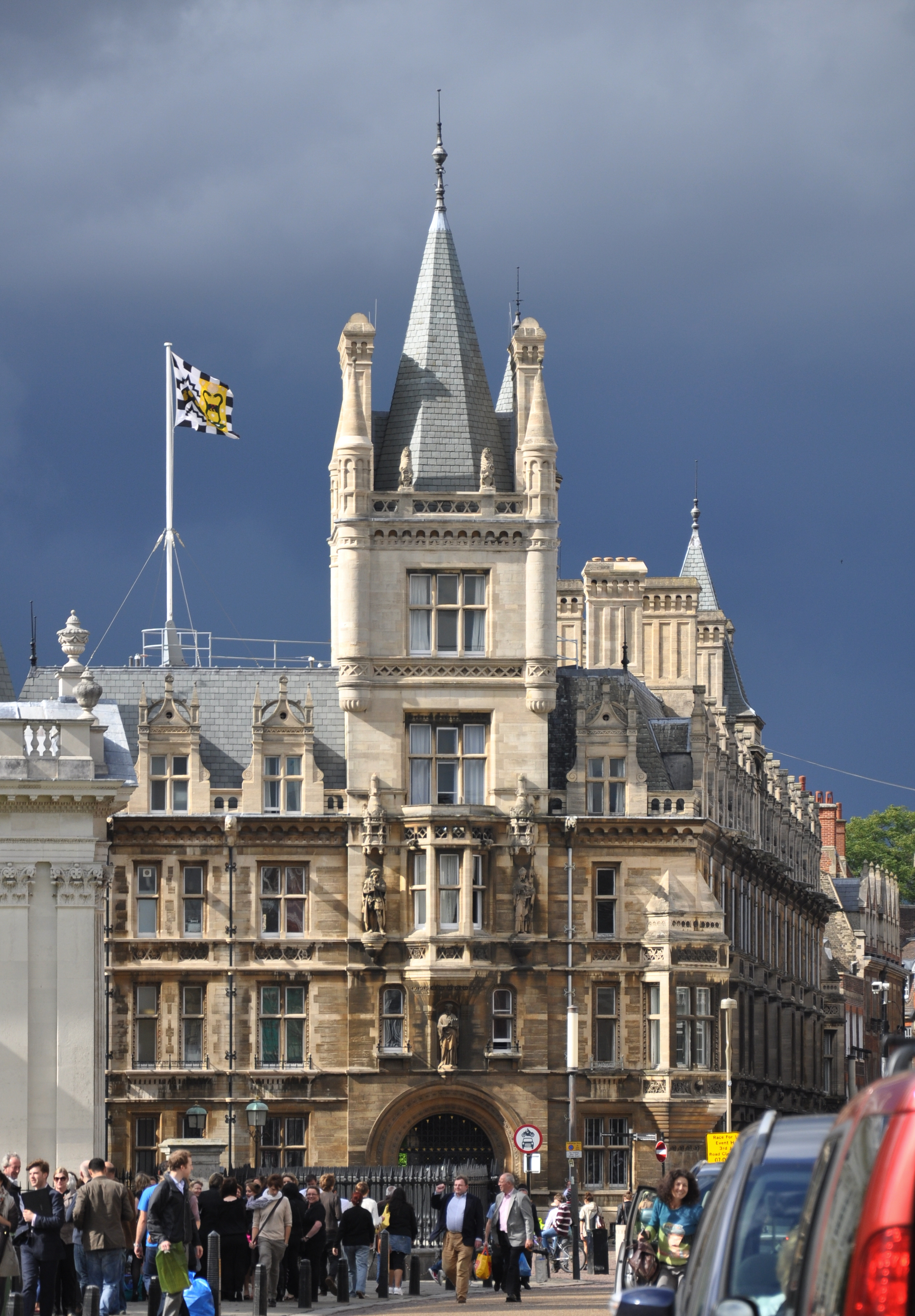
Gonville and Caius College.

Gonville and Caius College (souvent simplement désigné en Angleterre par « Caius » ; pron. [ˈkiːz]) est un des 31 collèges de l’université de Cambridge au Royaume-Uni, fondé en 1348 par Edmund Gonville et à nouveau en 1557 par John Caius.
Gonville and Caius est chronologiquement le quatrième collège de l’université de Cambridge et le troisième plus riche. Plusieurs de ses étudiants se sont fait un nom dans les sciences, avec quatorze lauréats du Prix Nobel, ce qui fait de Gonville and Caius le deuxième collège le plus primé d'Oxbridge, derrière Trinity College (Cambridge).

## Tradition universitaire
Le collège est depuis longtemps réputé pour l'enseignement de la médecine : John Caius (qui donna pour emblème au collège un caducée), et William Harvey sont deux des plus éminentes personnalités de cet établissement. Parmi les autres scientifiques ayant fréquenté le collège, il y a lieu de mentionner Francis Crick (codécouvreur de la structure de l’ADN), James Chadwick (découvreur du neutron), et Howard Florey (inventeur de la pénicilline). Stephen Hawking, qui occupe la Chaire de professeur lucasien de mathématiques de l'université de Cambridge, est fellow du College. Gonville and Caius dispense des cours de réputation mondiale dans plusieurs disciplines, notamment en économie, littérature anglaise, etc.
On dit que Gonville and Caius est propriétaire de la plupart des terrains occupés par l'université de Cambridge.  Plusieurs rues de la ville, comme Harvey Road, Glisson Road, et Gresham Road portent pour cette raison le nom de célébrités du College.

## Histoire
Le College est d'abord apparu comme le Gonville Hall, fondé par Edmund Gonville, Recteur de la paroisse de Terrington St Clement dans Norfolk en 1348, ce qui en fait chronologiquement le 4e collège de l'université. Lorsque Gonville mourut trois ans plus tard, il laissait une fondation pratiquement désargentée. Son exécuteur testamentaire, William Bateman, évêque de Norwich, fit transférer le collège sur le terrain attenant au collège que lui-même venait de fonder, Trinity Hall et, en l'installant dans de nouveaux locaux, le rebaptisa The Hall of the Annunciation of the Blessed Virgin Mary.
Le collège commençait sérieusement à tomber en ruine lorsqu'en 1557 un privilège royal pour la création d'un Gonville and Caius College fut accordé au médecin John Caius. Ce dernier, recteur du collège de 1559 à 1573, finança largement les réparations et accrut la surface des bâtiments.
Au cours de sa carrière de professeur, Caius dispensait les étudiants de le payer, mais en contrepartie leur imposait des règles peu ordinaires : il n'admettait aucun étudiant qui soit « contrefait, sourd, aveugle, muet, démembré, mutilé ou d’origine galloise ; qui souffre d'une maladie grave ou contagieuse, qui soit invalide ou sérieusement malade ». Caius demanda qu'on aménage une cour intérieure tripartite, Caius Court (« à moins que l'air, confiné dans un espace trop restreint, en devienne pestilentiel »). Quoi qu'il en soit, le recteur fit de son collège un centre réputé pour l'étude de la médecine, tradition que ses successeurs ont cherché à maintenir depuis.

## Capital
Le collège est doté d'un capital accumulé au fil des siècles, qui est passé de 100 M£ en 2008 à 150 M£ en 2014. Le collège estime qu'il lui faut atteindre un objectif de 350 M£ pour assurer son indépendance des « caprices » (vagaries) de la politique gouvernementale. Il applique la règle de Yale, établie dans un souci d'équité intergénérationnelle, afin de préserver durablement ce capital.

## Personnalités liées au collège

### Enseignants
- Milton Friedman, prix Nobel d'économie 1976, y enseigna en 1954-1955.

### Étudiants
- Harold Abrahams - athlète vainqueur aux Jeux olympiques, héros du film Les Chariots de feu.
- Victoria Bateman - économiste britannique
- Max Born – Prix Nobel de physique.
- Alain de Botton – essayiste.
- Alastair Campbell – conseiller de Tony Blair.
- John Horton Conway – mathématicien, inventeur du jeu de la vie.
- Orlando Figes - historien spécialiste de l'Union soviétique
- Euan Geddes, pair et homme politique conservateur britannique.
- George Green – mathématicien.
- Thomas Gresham – fondateur de la Bourse de Londres
- William Harvey, théoricien de la circulation sanguine.
- Eugenia Cheng, spécialiste des mathématiques pures.
- Stephen Hawking - Physicien théoricien et cosmologiste britannique
- George Alfred Henty - écrivain.
- Rvd. Pratt (1809-1871), mit en évidence la stratification du manteau terrestre
- Timothy Sprigge - philosophe analytique britannique
- Richard Stone – « prix Nobel » d'économie.
- Thomas Shadwell - Poète et auteur dramatique
- Sophie Watts - magnat des médias britannique.
- Edward Wright - cartographe et mathématicien

## Galerie

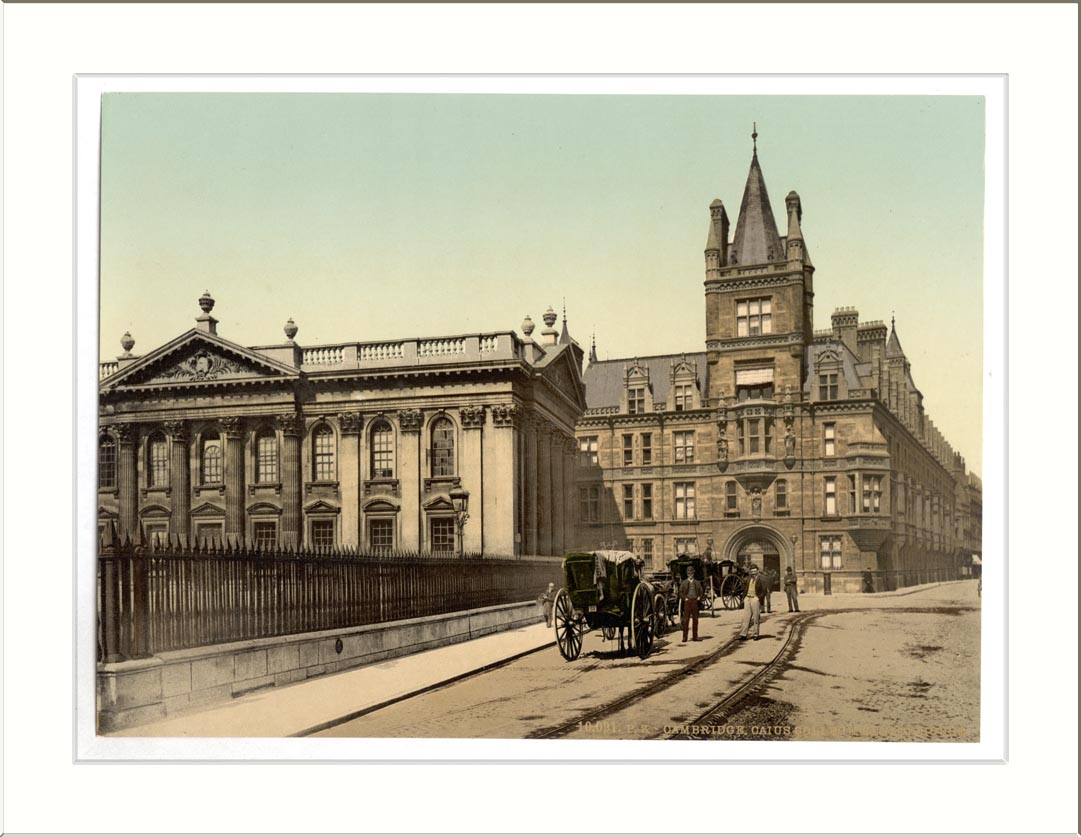
Vue générale du bâtiment au début du siècle avec le Senate House au premier plan.
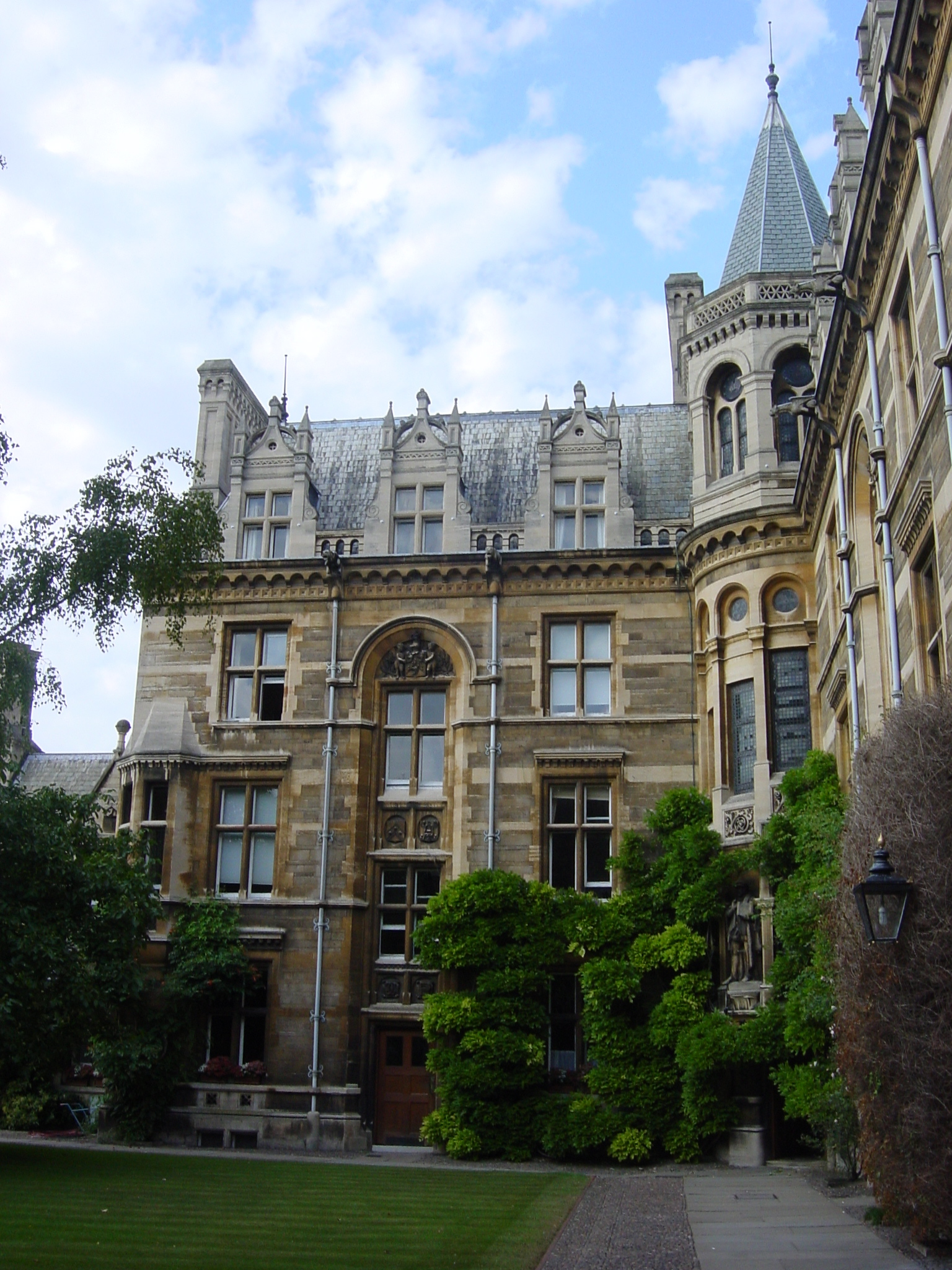
Aile nord-est du Waterhouse Building, l'un des bâtiments du collège.
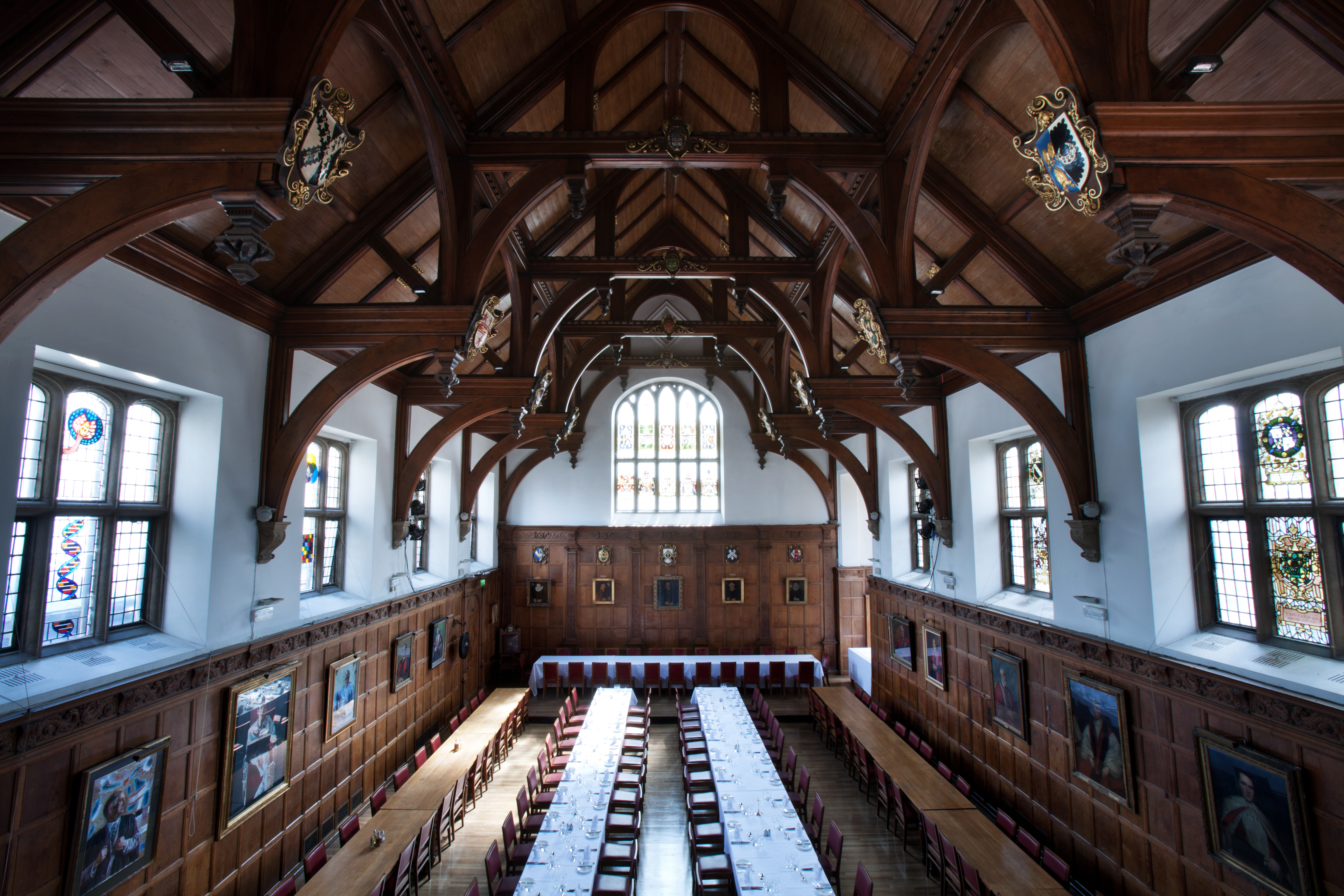
Le réfectoire dans le hall principal.